# Dicranomyia orthogonia
Dicranomyia orthogonia är en tvåvingeart som först beskrevs av Alexander 1945.  Dicranomyia orthogonia ingår i släktet Dicranomyia och familjen småharkrankar.
Artens utbredningsområde är Ecuador. Inga underarter finns listade i Catalogue of Life.